# Ґрабовець (Венґровський повіт)
Ґрабовець (пол. Grabowiec) — село в Польщі, у гміні Сточек Венґровського повіту Мазовецького воєводства.
Населення — 309 осіб (2011).
У 1975-1998 роках село належало до Седлецького воєводства.

## Демографія
Демографічна структура станом на 31 березня 2011 року:
|          | Загалом | Допрацездатний вік | Працездатний вік | Постпрацездатний вік |
| -------- | ------- | ------------------ | ---------------- | -------------------- |
| Чоловіки | 156     | 35                 | 100              | 21                   |
| Жінки    | 153     | 47                 | 73               | 33                   |
| Разом    | 309     | 82                 | 173              | 54                   |